# Les amants du Pont-Neuf
Les Amants du Pont-Neuf (bra: Os Amantes de Pont-Neuf; prt: Les amants du Pont-Neuf) é um filme de drama de França dirigido por Leos Carax.

## Sinopse
Um vagabundo da cidade dorme na Pont-Neuf e uma artista jovem em declínio, com cegueira avançada, envolvem-se numa paixão intensa.

## Elenco
- Denis Lavant
- Juliette Binoche
- Klaus Michaël Gruber